# Charlie Elliott
Edward Charles Elliott, dit Charlie Elliott né à Newmarket le 3 octobre 1904 et mort le 6 janvier 1979, est un jockey et entraîneur britannique, ayant fait carrière en Angleterre et en France.

## Biographie
Fils du premier garçon de voyage de l'écurie de Lord George Dundas, Charlie Elliott fait son apprentissage chez l'entraîneur Jack Jarvis et remporte sa première course à 16 ans, le 22 mars 1921 sur l'hippodrome de Nottingham, en selle sur un certain Rakings. Quelques heures plus tard, il s'impose à nouveau, cette fois avec champion en devenir, Golden Myth, qui va lui apporter ses premiers succès de prestige et l'installer aussitôt parmi l'élite des jockeys britanniques. Ensemble ils remportent la Gold Cup et les Eclipse Stakes puis, en 1923 Elliott s'adjuge un premier classique (les 2000 Guinées avec Ellangowan) et termine la saison avec 89 victoires et un titre de champion jockey partagé avec Steve Donoghue. Toujours apprenti, il remporte seul le challenge l'année suivante, avec 106 victoires parmi lesquelles les 1000 Guinées associé à Plack.
En 1927, Charlie Elliott remporte son premier Derby d'Epsom avec Call Boy, ainsi que la Royal Hunt Cup et les Champion Stakes avec Astérus, un poulain français appartenant à l'industriel Marcel Boussac. Celui-ci lui propose de s'installer en France et de devenir son premier jockey. L'association est un succès au sein de ce qui est alors l'écurie de course la plus puissante d'Europe, et le jockey britannique inscrit son nom au palmarès des plus prestigieuses épreuves françaises, tels le Prix de l'Arc de Triomphe ou le Prix du Jockey Club, avec les champions Corrida, Tourbillon ou Pharis. Mais la guerre éclate et Charlie Elliott retourne en Angleterre, ajoutant d'autres classiques à son escarcelle, tant sous la casaque orange, toque grise de Marcel Boussac que sur le dos de champions britanniques. 
Charlie Elliott raccroche les bottes en 1953 et revient en France pour entraîner les chevaux de l'écurie Boussac pendant cinq saisons ponctuées de grandes victoires. Mais les deux hommes se séparent et Elliott traverse la Manche une dernière fois pour s'établir à son compte à Newmarket. Cette fois le succès n'est plus au rendez-vous et Charlie Elliott cesse ses activités en 1963. Il se retire du monde des courses et s'éteint en 1979, à 74 ans. Fort de quatorze succès classiques en Angleterre, il occupe la sixième place du classement des 50 plus grands jockeys du XXe siècle établi par le Racing Post en 1999.

## Palmarès sélectif

### Comme jockey
Royaume-Uni
- Derby d'Epsom – 3 – Call Boy (1927), Bois Roussel (1938), Nimbus (1949)
- Oaks – 2 – Brülette (1931), Why Hurry (1943)
- 2000 Guinées – 5 – Ellangowan (1923), Flamingo (1928), Djebel (1940), Lambert Simnel (1941), Nimbus (1949)
- 1000 Guinées – 4 – Plack (1924), Four Course (1931), Kandy (1932), Picture Play (1944)
- Champion Stakes – 6 – Ellangowan (1923), Asterus (1927), Goyescas (1931), Djeddah (1949), Dynamiter (1951, 1952)
- Nunthorpe Stakes – 5 – Golden Boss (1923), Gold Bridge (1934), Sugar Palm (1944), Careless Nora (1948), Royal Serenade (1951)
- Middle Park Stakes – 5 – Call Boy (1926), Abjer (1935), Djebel (1939), Saravan (1946), King's Bench (1951)
- Ascot Gold Cup – 4 – Golden Myth (1922), Caracalla (1946), Arbar (1948), Souepi (1953)
- Coronation Cup – 3 – Dastur (1933), Ardan (1946), Goyama (1948)
- Eclipse Stakes – 3 – Golden Myth (1922), Djeddah (1949), Argur (1953)
- St. James's Palace Stakes – 2 – Ellangowan (1923), Goya (1937)
- Dewhurst Stakes – 2 – Money Maker (1926), Emperor (1949)
- Goodwood Cup – 2 – Marsyas (1946), Souepi (1953)
- July Cup – 1 – Xandover (1931)
- King George VI and Queen Elizabeth Diamond Stakes – 1 – Supreme Court (1951)

 France
- Prix de l'Arc de Triomphe – 3 – Corrida (1936, 1937), Caracalla (1946)
- Prix du Jockey Club – 4 – Tourbillon (1931), Thor (1933), Pharis (1939), Cillas (1940)
- Prix de Diane – 2 – Pearl Cap (1931), Adargatis (1934)
- Poule d'Essai des Poulains – 1 –  Djebel (1940)
- Grand Prix de Paris – 1 – Pharis (1939)
- Prix du Cadran – 5 – Marsyas (1944, 1945, 1946, 1947), Arbar (1948)

 Belgique
- Grand International d'Ostende – 2 – Corrida (1936, 1937)

 Allemagne
- Grand Prix de Berlin – 1 – Corrida (1937)

### Comme entraîneur
Royaume-Uni
- Ascot Gold Cup – 2 – Elpenor (1954), Macip (1956)

 France
- Prix du Jockey Club – 1 – Philius (1956)